# Névtelen hősök
Névtelen hősök (Herois desconeguts) és una òpera en hongarès en quatre actes composta el 1880 per Ferenc Erkel.